# FIFTY FIFTY第一代成員經紀權糾紛事件
FIFTY FIFTY第一代成員經紀權糾紛事件，或称FIFTY FIFTY事件，是指韓國女子音樂組合FIFTY FIFTY的第一代成員與其經紀公司ATTRAKT之間，於2023年爆發的合約爭議及隨後的法律訴訟。該事件的導火索為經紀公司指控音樂製作公司The Givers的代表安聖日（안성일），未經授權試圖將FIFTY FIFTY的經紀權出售給韓國華納音樂，並干預團體運作。隨後，FIFTY FIFTY的四名成員以公司未能履行合約義務並忽視成員健康問題為由，提出與ATTRAKT解約之訴訟。2024年9月，FIFTY FIFTY以第二期成員五人體制重新活動，三名前成員則另簽公司組新團ablume。

## 發展歷程

### 經紀權爭議爆發與成員提出解約

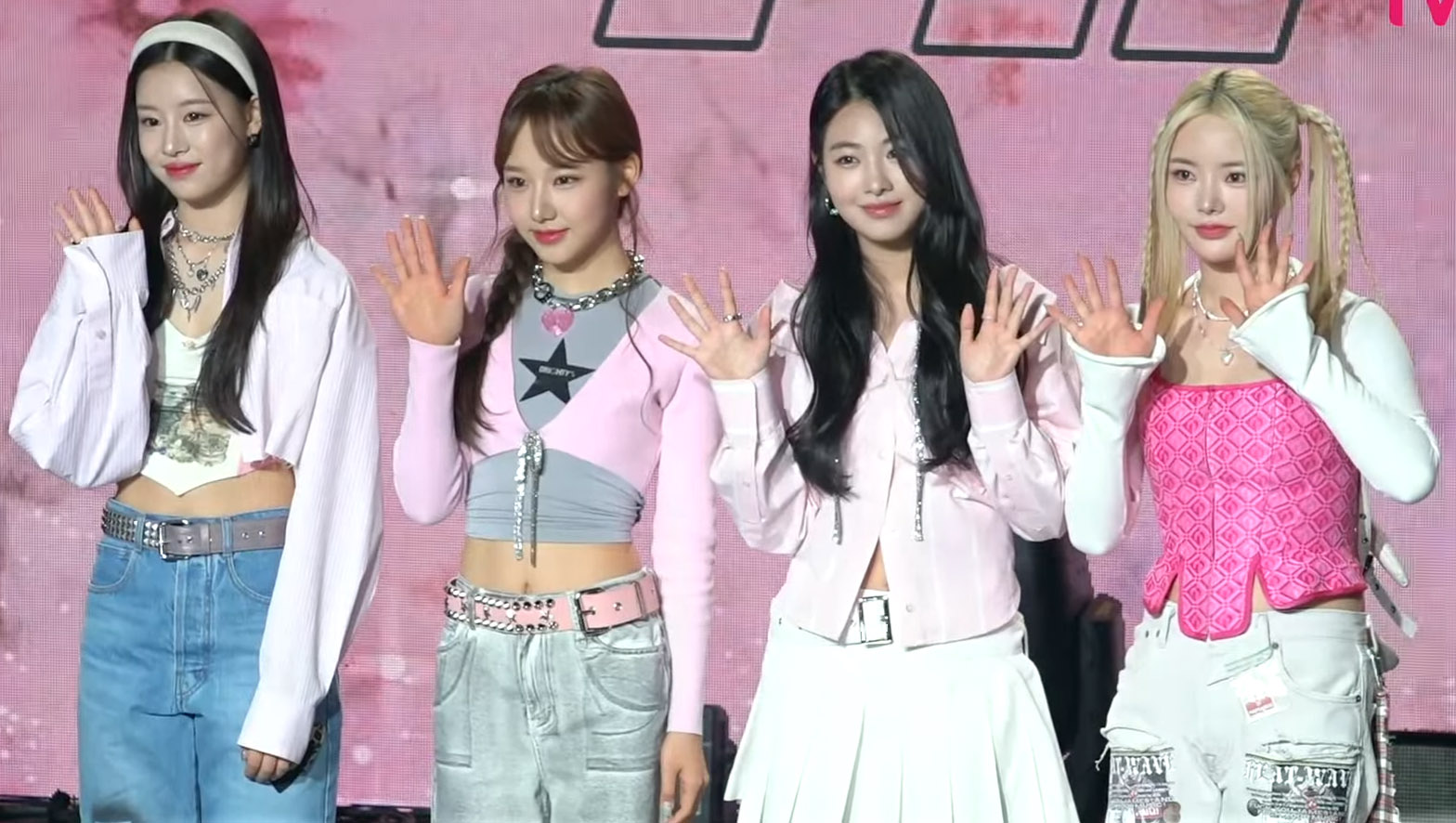
第一代成員

根據FIFTY FIFTY經紀公司ATTRAKT公開的通話錄音，2023年5月9日，ATTRAKT公司代表全洪俊與韓國華納音樂副總進行對話。錄音顯示，The Givers的代表安聖日未經ATTRAKT的同意，私自推動了韓國華納以200億韓元收購FIFTY FIFTY的計劃。。
6月19日，FIFTY FIFTY的四名成員要求經紀公司ATTRAKT終止合約，並立即採取法律行動，向首爾中央地方法院申請專屬合約效力終止的假處分。他們表示，公司未履行合約中的義務，並強調解約的決定是成員們經過深思熟慮後作出的，沒有受到外部勢力的影響或勸誘。

### 法律訴訟與商業活動取消
2023年6月26日，ATTRAKT向媒體發布聲明，正式對韓國華納音樂宣戰，指控韓國華納是背後的外部勢力。韓國華納迅速作出澄清，表示若ATTRAKT有證據，應該公開證據再發言。接著，6月27日，ATTRAKT向江南警察署提交了起訴書，對The Givers代表安聖日及其他三人提起訴訟，指控他們涉嫌妨礙業務、損壞數位紀錄、詐欺和業務瀆職等罪名，並懷疑他們私自從海外作曲家手中購買了〈Cupid〉的版權。
6月28日，FIFTY FIFTY四名成員提出的專屬合約效力終止假處分申請正式進入訴訟程序。由於合約糾紛的影響，原本預定由FIFTY FIFTY演唱的電影《Barbie芭比》主題曲〈Barbie Dreams〉相關活動被取消，包括在美國的宣傳行程以及劇組訪問韓國的計畫也都一併泡湯。此外，她們也確定無法參加「KCON LA 2023」演唱會。

### 法院駁回解約請求與健康問題爭議
2023年8月29日，首爾法院駁回了FIFTY FIFTY對ATTRAKT提出的合約中止請求，認定專屬合約依然有效。FIFTY FIFTY的訴求包括指控ATTRAKT未正確結算收益，並質疑ATTRAKT償還給第三方Star Crew Ent.的預付款債務，因成員方認為該公司實際上由ATTRAKT代表全鴻俊控制。此外，成員還指控公司忽視他們的健康問題。
法院在裁決中指出，根據提交的資料，無法確認FIFTY FIFTY的專輯、音源收入及活動收益已超過製作成本，因此無法認定成員有資格參與收益分配。對於支付Star Crew Ent.預付款的問題，法院也未發現違約行為或ATTRAKT未提供結算資料的證據，無法認定因此破壞了雙方的信任關係。此外，法院指出，ATTRAKT在成員健康出問題時，確實安排了就醫治療，並調整了工作日程，因此不接受成員對公司罔顧健康問題的指控。
法院也強調，如果FIFTY FIFTY認為ATTRAKT違反了專屬合約，應該給予14天的改善期，但成員卻沒有提出任何相關要求，就直接單方面通知解約，這也成為判決的關鍵因素之一。判決後，FIFTY FIFTY的律師表示將與成員們討論是否提出上訴。ATTRAKT代表全鴻俊則表示，公司下一步將專注於對The Givers的刑事訴訟，並希望成員們能最終回到公司。

### Keena回歸與其他成員上訴
2023年10月16日，成員Keena表示希望回到所屬公司ATTRAKT，她的律師也已提交撤回專屬合約效力上訴的申請書。因此，除了Keena外，其他三名成員仍會繼續上訴。ATTRAKT公司表示，Keena已經表達了回歸的意願，但當時尚未與公司代表全洪俊直接會面，因此她的未來活動計劃尚未確定。
之後，代表全洪俊會見了哭著道歉的Keena。全洪俊在接受韓國媒體採訪時透露：「Keena來到辦公室時哭著道歉，顯然是感到非常疲憊了，所以我讓她先休息，並好好反省。」他也感慨表示，經過了長達四個月的合約糾紛，甚至還遭到管理不當的指控，終於有一位成員看清了真相，並補充：「雖然有些晚了，但我仍願意原諒Keena，鼓勵她鼓起最後的勇氣。」
10月20日，Keena接受了韓國娛樂雜誌《Dispatch》關於解約事件的專訪。她透露，安聖日早在6月13日就開始策劃專屬合約效力終止的假處分申請，為了讓成員們能離開公司宿舍，他甚至提供了自己的新冠肺炎快篩陽性結果給成員Saena，讓Saena轉交給ATTRAKT，藉此爭取隔離時間，使成員順利離開宿舍。FIFTY FIFTY隨後在6月16日提出假處分申請，17日離開宿舍，19日ATTRAKT收到了申請。
此外，安聖日一直向成員們強調，FIFTY FIFTY今天的成功完全是他的功勞，所有的花費也由他一手負擔，與全洪俊無關。他還表示，無法理解全洪俊拒絕以200億韓元出售FIFTY FIFTY給韓國華納音樂的決定，並多次告訴成員及其家長，ATTRAKT的投資最終會變成成員們的負債。
Keena後來改變心意，主要原因是她看到有關安聖日偽造〈Cupid〉音樂版權簽名並侵吞版權費的報導。安聖日偽造了瑞典三名作曲家的簽名以轉讓歌曲股份，並偽造Keena的簽名，將她原本6.5%的股份降至0.5%，最終安聖日和The Givers拿走了95.5%的版權收益。這些事情讓Keena對安聖日產生了強烈懷疑。她還提到，安聖日在說服成員提起訴訟後便突然消失，這讓她徹底失去了對他的信任。Keena最後表示，非常後悔當初沒有向全鴻俊確認事情的真相。
在隨後的第二次訪談中，Keena提到，韓國SBS節目《想知道真相》中的某些受訪者其實是替身演員。該節目為了保護舉報者的身份，經常安排替身演員接受訪問，並通常會在節目中提示觀眾，但這次訪談中並未提供任何相關提示。
2025年5月9日，Keena近期參與了與The Givers代表安聖日的對質調查，過程中受到極大心理衝擊，出現創傷後壓力症候群症狀，並伴隨精神與身體的雙重不適。基於醫療建議與藝人意願，公司決定讓其全面暫停參與第三張迷你專輯《Day & Night》的宣傳與舞台活動。

### 合約解除與刑事調查展開
2023年10月23日，ATTRAKT宣布已於10月19日與剩下的三名成員Saena、Sio、Aran正式解除專屬合約，並表示將對那些合謀毀約且未作出任何反省的相關當事人採取法律行動。
10月24日，首爾江南警察署表示，將對涉嫌妨礙業務、損壞數位記錄、詐欺及業務瀆職等罪名的The Givers代表安聖日和理事白真實進行為期兩天之調查。此外，ATTRAKT也於9月27日對此二人提起10億韓元之損害賠償訴訟。同日，首爾高等法院駁回了FIFTY FIFTY三名成員針對假處分申請遭駁回的抗告。
12月19日，ATTRAKT以FIFTY FIFTY之三名前成員及其父母、及外部服務提供商The Givers等其他相關人員為被告，提起總額130億韓元的損害賠償之訴，指控該三名前成員違反專屬合約。此外，ATTRAKT還起訴了成員的父母、The Givers及其代表安聖日，指控他們共同參與非法行為。
國民力量黨議員夏泰鏡在去年12月提出被稱為「FIFTY FIFTY法」的大眾文化產業法修正案。其修正案之目的係為使包括中小型企劃公司在內的大眾文化藝術業者，能從文化體育觀光部所運營的大眾文化藝術支援中心獲得法律支持，特別對不公平交易為保護，從而避免這些公司受到外部勢力之攻擊。夏泰鏡指出，隨著K-pop之國際地位不斷提升，為進一步促進產業發展，必須在保護藝術家與企劃公司之間的平衡上加以努力，以確保產業之持續發展。

### 安聖日遭檢方調查與成員指控不成立
2024年2月24日，安成日被認定有業務上侵占罪之嫌疑，已送交首爾中央地方檢察廳。
3月11日，前成員Saena、Sio和Aran指控經紀公司ATTRAKT代表全鴻俊涉嫌背信罪之案件，警方近日做出不起訴的決定。ATTRAKT回應表示，部分成員因對公司資金運作的會計原理理解不足，受到別有用心的勢力誤導，才提出這項指控。公司表示，將追究這些人的法律責任。

### 名譽毀損訴訟與法院接受債權扣押申請
2024年4月18日，經紀公司ATTRAKT對韓國SBS時事節目《想知道真相》的製作組提起名譽毀損訴訟，並指控該節目於2023年8月19日播出的一集中，未經事實確認，播放有關FIFTY FIFTY與ATTRAKT之間專屬合約爭議的偏頗內容。
ATTRAKT的法律代表金炳玉律師指出，該節目對於外部勢力介入和成員商標權登記等關鍵問題避而不談，僅報導成員單方面的主張，導致觀眾的強烈抗議。廣播通信審議委員會共收到1222件針對該集節目的投訴，成為2023年投訴最多的節目，並在三個月後停止重播。
審議委員會最終對該節目作出“警告”之法定制裁，此一處罰可能會影響SBS未來的重新許可申請。ATTRAKT代表全鴻俊強調，這類損害K-pop產業形象並引起混亂的偏頗報導不應再製作，並指出製作組從未真誠道歉，這也是ATTRAKT決定提起訴訟的原因。
5月7日，經紀公司ATTRAKT表示，首尔中央地方法院於4月24日接受了他們對The Givers提出的債權暫時扣押申請。此申請是為了保全ATTRAKT向The Givers提出的100億韓元損害賠償請求權的一部分，ATTRAKT聲稱這些損害是因The Givers的違法行為所導致。ATTRAKT的訴訟代理人表示，即便ATTRAKT在本案訴訟中獲勝，執行判決也可能面臨困難或無法進行的風險，因此有必要通過債權扣押來保全請求權。

### 成員簽新約與提出結算金訴訟
2024年8月12日，IOK Company宣佈，已與前成員SaeNa、Aran和SiO簽署了專屬合約。將加入旗下的新廠牌Massive E&C，預計將於2024年下半年開始新一輪的演藝活動。IOK Company表示，將全力支持這些具備實力和熱情的成員，在全球舞台上實現更大的成長，並計劃與她們一同創造新的成功故事。
8月23日，FIFTY FIFTY前成員SaeNa、Aran和SiO向首爾中央地方法院對前所屬公司ATTRAKT的代表全鴻俊提起了一項3億韓元的結算金請求訴訟。此訴訟是對先前ATTRAKT對她們及其他相關人員提起的130億韓元損害賠償訴訟之反訴。

### 非法接觸證據與法律行動升級
2024年9月14日，ATTRAKT公開表示，已經掌握了韓國華納音樂以及前成員Aran、Saena、Sio試圖違反合約，進行非法接觸（即「tampering」）的證據。ATTRAKT透露，這些證據包括多次的音頻會議記錄，顯示韓國華納音樂與The Givers公司、前成員在2023年5月至6月間策劃的行動。ATTRAKT還指出，這些行動導致成員們提出專屬合約解除的訴訟，但法院最終駁回了成員的申請。基於這些證據，ATTRAKT計畫對韓國華納音樂和相關人員提起法律行動，並強調將追究所有共謀者的責任。

### 第二期成員出道與抵制《人氣歌謠》
2024年8月30日，第二期成員發行先行曲《Starry Night》。9月20日，發行第二張迷你專輯《Love Tune》重新活動。
2024年9月，ATTRAKT宣布抵制SBS音樂節目《人气歌谣》，作為對SBS長期未正式道歉的抗議。這次抵制源於2023年8月，SBS節目《想知道真相》播出一期專題，討論FIFTY FIFTY與ATTRAKT的合約糾紛。該節目被指偏袒FIFTY FIFTY第一期成員立場，忽略ATTRAKT的反駁聲明，引發經紀公司的不滿。
廣播通訊審議委員會已對該期節目發出警告，並要求刪除相關片段，但SBS至今未對ATTRAKT發出正式道歉聲明。為了表達對此事的不滿，ATTRAKT決定不讓FIFTY FIFTY第二期成員參加原定於9月的《人氣歌謠》演出。此舉動引發外界關注，並使得這場爭議進一步升級。

### 三位前成員組成 ABLUME 及所屬公司立場
2024年10月15日，MASSIVE E＆C宣布Saena、Sio、Aran的新團體名為「ablume」，並開設了官方社群媒體帳號，準備重新活動。
2025年2月27日，ABLUME透過官方社群媒體發表手寫信，宣布將與前 FIFTY FIFTY音樂製作人安聖日再次合作，並計畫於 2025 年上半年發行新專輯。
ABLUME成員表示，他們經歷長時間的低潮與孤立後，決定與更理解自己音樂理念的人 合作，因此選擇了安聖日。對於外界質疑，ABLUME 及其所屬公司回應稱，目前外界對於FIFTY FIFTY經紀權糾紛的許多報導內容 與事實不符，未來將公開相關法律程序的真相。此外，ABLUME 方面強調，團隊正全力準備新作品，希望透過音樂獲得大眾認可。